# International Journal of Epidemiology
International Journal of Epidemiology es  una revista de revisión por pares , que se centra en los avances epidemiológicos y los nuevos desarrollos en todo el mundo. Es la revista oficial de la Asociación Internacional de Epidemiología y se publica seis veces al año. La revista es miembro de la Comisión de Ética en Publicación. Su editor en jefe actual (2020) es Stephen Leeder.

## Historia
La revista fue establecida en 1972 por la Asociación Epidemiológica Internacional para facilitar la comunicación entre sus miembros y todos aquellos que se dedican a la investigación, la docencia y la aplicación de la epidemiología. El primer editor en jefe, Walter W. Holland , esperaba "superar algunos de los problemas de publicación de trabajos epidemiológicos en revistas locales, que a menudo tienden a no estar disponibles para los trabajadores fuera de ese país" y "crear un punto de vista internacional de problemas de salud."

## Métricas de revista
2023
- Web of Science Group : 7.196
- Índice h de Google Scholar:220
- Scopus: 5.913